# لامبرتون (نیومکزیکو)
لامبرتون (به انگلیسی: Lumberton) یک منطقهٔ مسکونی در ایالات متحده آمریکا است که در شهرستان ریو آریبا، نیومکزیکو واقع شده‌است. لامبرتون ۷۳ نفر جمعیت دارد و ۲٬۰۹۰٫۰۴ متر بالاتر از سطح دریا واقع شده‌است.